# Daniel Arnefjord
Daniel Arnefjord, född 21 mars 1979 i Stockholm, är en svensk tidigare fotbollsspelare (mittback).
Arnefjord började först spela fotboll som 7-åring i den lokala klubben Järva KFUM. Karriärens första klubbyte kom vid 13 års ålder då han som ung talang slussades över till talangfabriken Brommapojkarna. Som 19-åring debuterade han i a-laget för att sedan vid säsongens slut acceptera ett anbud från dåvarande FC Café Opera (som senare gick upp i FC Väsby United, nuvarande AFC United). Den första säsongen med Café Opera i Division 2 Östra Svealand resulterade i åtta a-lagsmatcher och avancemang till Superettan. Det Arnefjord hade visat i sina matcher i andradivisionen genererade en ordinarie plats i A-laget de kommande åren. År 2005 utsågs han till kapten i det nya laget Väsby United som var resultatet av en sammanslagning mellan Café Opera och Väsby IF.
Väsbys samarbete med de dåvarande nykomlingarna i allsvenskan, AIK, hade fram tills den här tidpunkten resulterat i ett flertal misslyckade värvningar av klubben, som till exempel Göran Marklund. Men samtidigt ett fåtal lyckade så som Mattias Moström. Efter 159 matcher i superettan och ett flertal imponerande prestationer så var det ett givet steg för Arnefjord att ta klivet upp i huvudklubben. Under försäsongen år 2006 presenterade AIK att man värvat mittbacken som under sin första säsong med klubben skulle komma att genomföra 16 framträdanden i allsvenskan, fyra i Royal League och två i den Svenska Cupen
Från sommaren 2008 till 2014 spelade Daniel han för Aalesunds FK i norska Tippeligaen.